# Akmopile
Akmopile (lat. Acmopyle), rod crnogorice iz porodice tisuljevki. Sastoji se od svega dvije vrste, od kojih jedna raste jedino na Novoj Kaledoniji (otok Grande Terre), a druga na otoku Viti Levu, na Fidžiju, na području parka Mt. Evans Forest Park.

## Vrste
1. Acmopyle pancheri (Brongn. & Gris) Pilg.
2. Acmopyle sahniana J.T. Buchholz & N.E. Gray, kritično ugrožena[2]